# Ель-Обейд
Ель-Обейд (араб. الأبيض, англ. Al-Ubayyid або El Obeid) — місто в Судані, адміністративний центр штату Північний Кордофан.

## Географія
Ель-Обейд знаходиться за 370 км на південний захід від столиці країни, міста Хартум. Розташоване на висоті 609 м над рівнем моря.

### Клімат
Місто знаходиться у зоні, котра характеризується кліматом тропічних пустель. Найтепліший місяць — травень із середньою температурою 30.6 °C (87 °F). Найхолодніший місяць — січень, із середньою температурою 21.1 °С (70 °F).
| Клімат Ель-Обейда       | Клімат Ель-Обейда | Клімат Ель-Обейда | Клімат Ель-Обейда | Клімат Ель-Обейда | Клімат Ель-Обейда | Клімат Ель-Обейда | Клімат Ель-Обейда | Клімат Ель-Обейда | Клімат Ель-Обейда | Клімат Ель-Обейда | Клімат Ель-Обейда | Клімат Ель-Обейда | Клімат Ель-Обейда |
| Показник                | Січ.              | Лют.              | Бер.              | Квіт.             | Трав.             | Черв.             | Лип.              | Серп.             | Вер.              | Жовт.             | Лист.             | Груд.             | Рік               |
| Абсолютний максимум, °C | 39                | 41                | 42                | 44                | 47                | 42                | 40                | 46                | 40                | 41                | 39                | 39                | 47                |
| Середній максимум, °C   | 30                | 32                | 35                | 38                | 38                | 37                | 33                | 32                | 34                | 36                | 34                | 31                | 35                |
| Середня температура, °C | 20                | 22                | 25                | 29                | 30                | 29                | 27                | 26                | 27                | 28                | 25                | 21                | 26                |
| Середній мінімум, °C    | 11                | 12                | 15                | 20                | 22                | 22                | 22                | 21                | 21                | 20                | 16                | 12                | 18                |
| Абсолютний мінімум, °C  | 0                 | 2                 | 6                 | 7                 | 12                | 13                | 13                | 13                | 13                | 12                | 6                 | 4                 | 0                 |
| Норма опадів, мм        | 0                 | 0                 | 0                 | 0                 | 10                | 30                | 90                | 120               | 70                | 10                | 0                 | 0                 | 370               |
| Днів з дощем            | 0                 | 0                 | 0                 | 0                 | 1                 | 3                 | 6                 | 8                 | 5                 | 1                 | 0                 | 0                 | 27                |
| Вологість повітря, %    | 31                | 24                | 20                | 21                | 32                | 43                | 59                | 66                | 55                | 37                | 27                | 29                | 37                |
| ----------------------- | ----------------- | ----------------- | ----------------- | ----------------- | ----------------- | ----------------- | ----------------- | ----------------- | ----------------- | ----------------- | ----------------- | ----------------- | ----------------- |
| Джерело: Weatherbase    |                   |                   |                   |                   |                   |                   |                   |                   |                   |                   |                   |                   |                   |

## Населення
Населення міста за оцінними даними на 2013 року становить 418 280 чоловік. Велика частина населення — мусульмани, є християнська меншість.
 Динаміка чисельності населення міста по роках: 
| 1956  | 1973  | 1983   | 1993   | 2010   | 2012   | 2013   |
| ----- | ----- | ------ | ------ | ------ | ------ | ------ |
| 47700 | 90060 | 141528 | 229425 | 398993 | 408357 | 418280 |

## Економіка і транспорт
Кінцева залізнична станція. Вузол шосейних і караванних доріг. Центр скотарського району. Миловарний завод; торгівля гумміарабіком. У місті розташовані міжнародний аеропорт і нафтопереробний завод.